# お嬢さん乾杯!
『お嬢さん乾杯!』（おじょうさんかんぱい!）は、1949年（昭和24年）3月9日公開の日本映画である。松竹製作・配給。監督は木下惠介、脚本は新藤兼人。モノクロ、スタンダード、89分。
没落した上流階級の令嬢と、戦後に台頭した新興成金の恋を描いたロマンティック・コメディ映画。第23回キネマ旬報ベスト・テン第6位。

## あらすじ
自動車修理工場を経営する青年・圭三のもとに、元華族の令嬢・泰子との縁談が持ち込まれた。圭三は初めは乗り気でなかったが、お見合いで泰子と会ってみると彼女を気に入ってしまう。結婚の承諾を受けた圭三は、ある日に池田家を訪問するが、そこで泰子の父が詐欺事件の巻き添えで刑務所に入っていることと、池田家が抵当に入っていることを知り、失望する。

## スタッフ
- 監督：木下惠介
- 製作：小出孝
- 脚本：新藤兼人
- 撮影：楠田浩之
- 音楽：木下忠司
- 照明：豊島良三
- 調音：大野久男
- 美術：小島基司
- 編集：杉原よ志、大沢静子
- 賛助：八洲自動車株式会社
- バレー振付：貝谷八百子
- 主題歌
  - 「お嬢さん乾杯」（佐伯孝夫作詞、灰田晴彦作曲、灰田勝彦歌）
  - 「バラを貴女に」（木下忠司作詞・作曲、灰田勝彦・若原弓子歌）

## キャスト
- 石津圭三：佐野周二
- 池田泰子：原節子
- 祖父：青山杉作（俳優座）
- 祖母：藤間房子（東宝）
- 父：永田靖（俳優座）
- 母：東山千栄子（俳優座）
- 姉：森川まさみ（特別出演）
- 義兄：増田順二
- 五郎：佐田啓二
- その恋人：佐藤成子（新人）
- 佐藤：坂本武
- バーのマダム：村瀬幸子（俳優座）
- 泰子の友達：楠田薫（俳優座）
- 同：町田旬子（東京バレー団）
- 同：石田淑子（特別出演）
- アパートの主婦：高松栄子
- バーの女給：泉啓子、山本多美、勅使河原幸子、向山和子、宮崎義子
- 運転手：長尾寛
- 交通巡査：加藤清一
- 特別出演：大日本拳闘協会、市村襄次夫妻（ガルデニアサークル）、貝谷八百子バレー団

## 評価
受賞歴
- 第23回キネマ旬報ベスト・テン 第6位
- 第4回毎日映画コンクール 女優演技賞（原節子）

ランキング
- 2009年：「オールタイム・ベスト映画遺産200 日本映画篇」（キネマ旬報発表）第36位[1]

## テレビドラマ
本作を原作とするテレビドラマが、1962年と1963年に放送された。

### 高島屋バラ劇場版
1962年6月5日・6月12日の2回にわたって、『髙島屋バラ劇場』（TBS系列）で放送。
キャスト
- 安井昌二
- 河内桃子
- 和沢昌治
- 村田嘉久子
- 細川俊夫

| TBS系列 髙島屋バラ劇場 | TBS系列 髙島屋バラ劇場        | TBS系列 髙島屋バラ劇場 |
| 前番組                 | 番組名                        | 次番組                 |
| ---------------------- | ----------------------------- | ---------------------- |
| ある恋の物語           | お嬢さん乾杯 （1962年ドラマ） | 射的                   |

### 日本映画名作ドラマ版
1963年7月7日に『日本映画名作ドラマ』（NET系列）の第1回として放送。タイトルは『お嬢さんカンパイ!』と改題された。映画出演の佐田啓二と佐野周二が本作にも出演し、佐野の長男・関口宏が本作でテレビドラマデビューとなった。
スタッフ
- 原作：新藤兼人
- 脚本：窪田篤人
- 演出：植野晃弘

キャスト
- 佐田啓二
- 八千草薫
- 佐野周二
- 淡島千景
- 関口宏
- 新井茂子
- 山形勲

| NET 日本映画名作ドラマ                                         | NET 日本映画名作ドラマ             | NET 日本映画名作ドラマ |
| 前番組                                                         | 番組名                             | 次番組                 |
| -------------------------------------------------------------- | ---------------------------------- | ---------------------- |
| （なし）                                                       | お嬢さんカンパイ! （1963年ドラマ） | 人情紙風船             |
| NET 日曜22時枠                                                 |                                    |                        |
| 世界の中の日本人 （22:00 - 22:30）ミリオネア （22:30 - 23:00） | お嬢さんカンパイ! （1963年ドラマ） | 人情紙風船             |